# سیارک ۱۰۲۰۰
سیارک ۱۰۲۰۰ (به انگلیسی: 10200 Quadri، نامگذاری:1997NZ2) ده هزار و دویستمین سیارک کشف شده‌است که در ۷ ژوئیه ۱۹۹۷ کشف شد.
قدر مطلق سیارک برابر ۱۴٫۷۰ است.